# Kościół św. Maksymiliana Marii Kolbego w Lubieni
Kościół św. Maksymiliana Marii Kolbego – rzymskokatolicki kościół filialny w Lubieni. Świątynia należy do parafii NMP Królowej Aniołów w Popielowie, w dekanacie Siołkowice diecezji opolskiej.